# Божатково
Божатково — посёлок (городской микрорайон) в составе Железнодорожного района г. Рязани, до 1994 г. — деревня Рязанского района Рязанской области. 

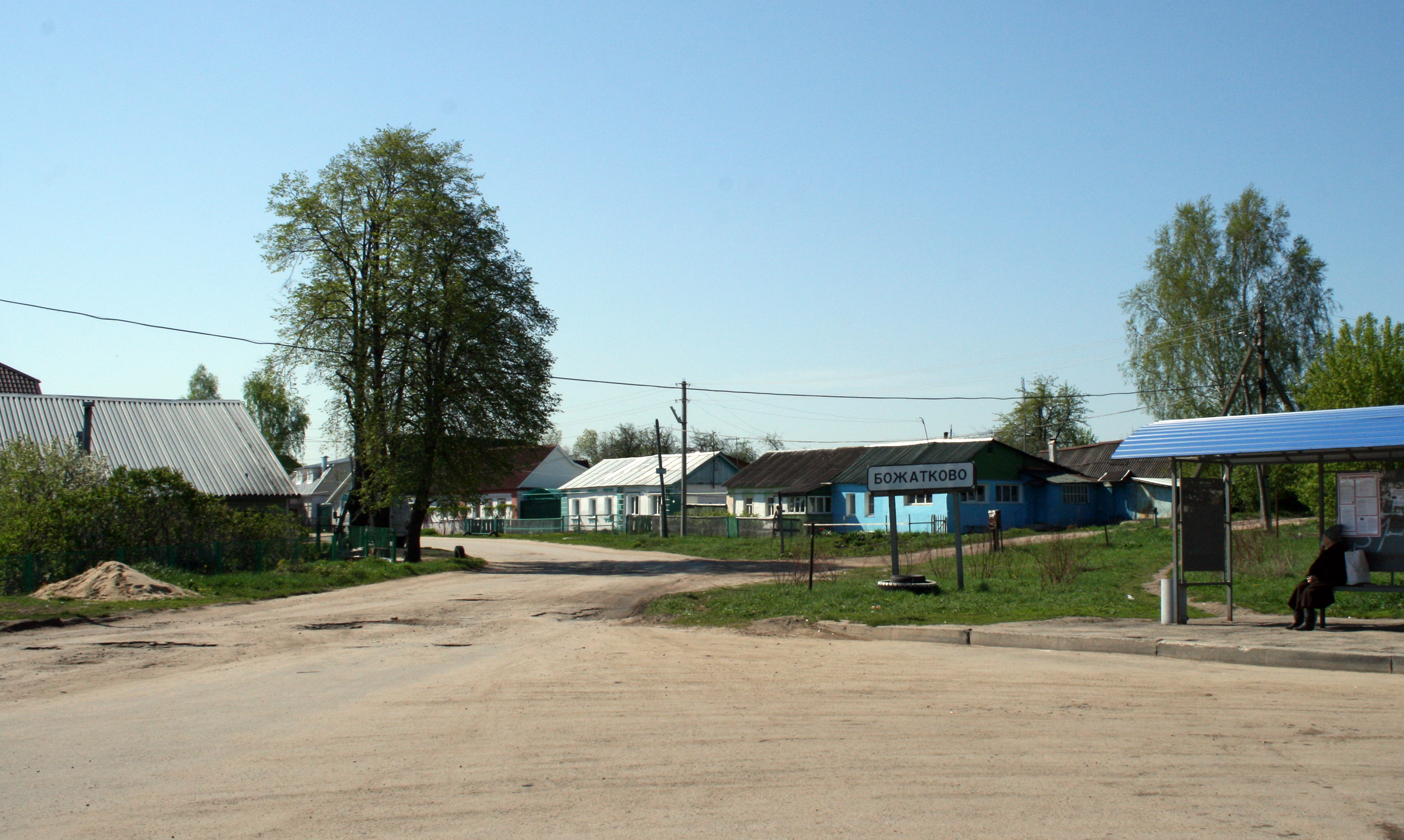
Посёлок Божатково

## География
Посёлок расположен в юго-западной части Рязани, по нагорью реки Павловка, имеет протяжённость около 2 км. Вдоль посёлка проходит городская черта. На окраинах Божатково располагаются поселковое кладбище, два пруда, а также протекает река Бобровка.

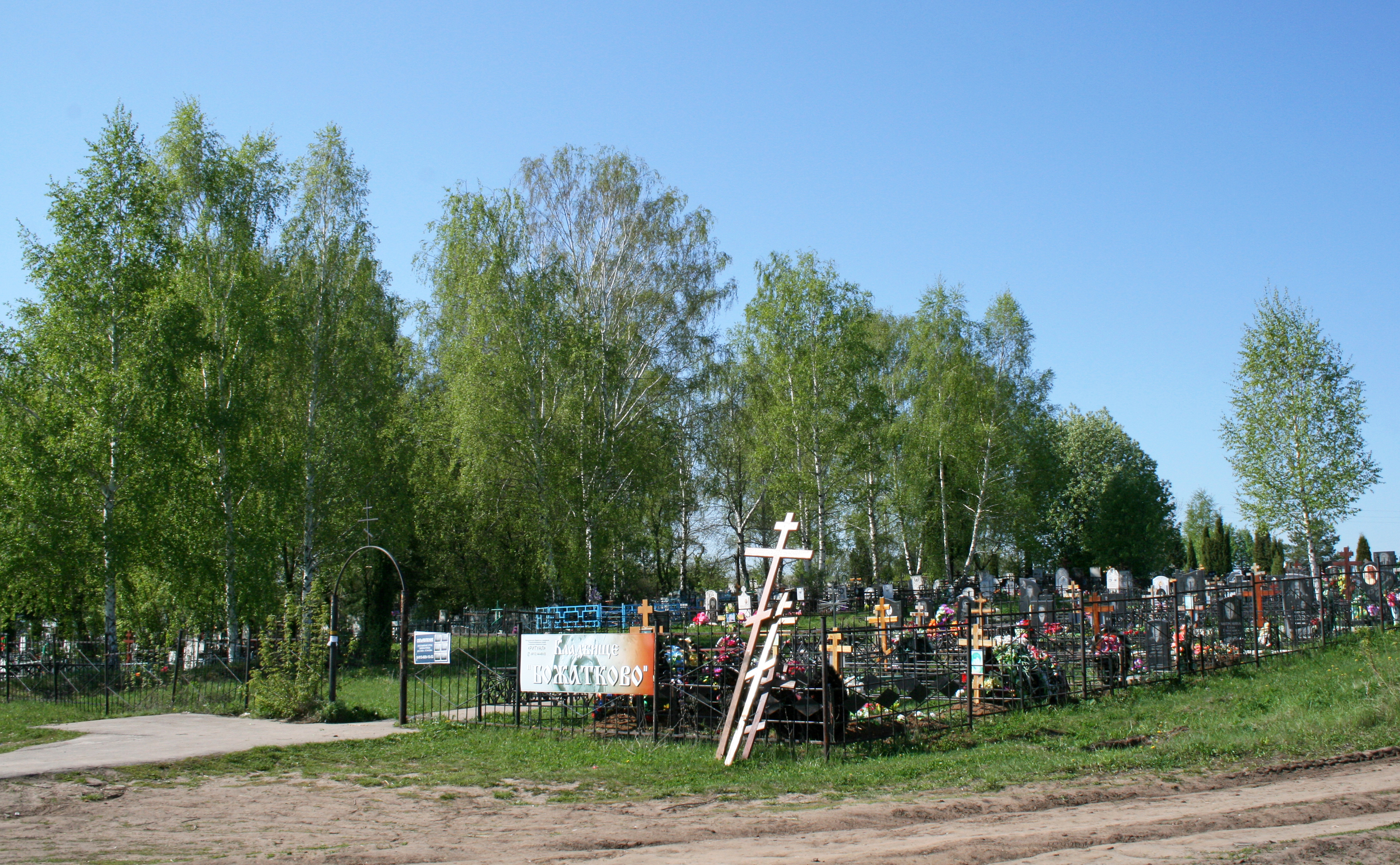
Божатковское кладбище

## Этимология
Предположительно, название посёлка образовано от «божатка» (крёстная мать; божатко, божат — тот, кто воспитывает незаконнорождённых, иногда просто крёстный отец).

## История
В писцовых книгах населенный пункт отмечается с одним названием Божатково: "За Петром за Григорьевым сыном Вердеревского...д. Божатково". В другой писцовой книге: "За ним (Вердеревским — прим.) старинная и купленная вотчина д. Божатково".
До 1994 года д. Божатково входила в состав Рязанского района Рязанской области (ранее Мервинского района (1944—1956)). Постановлением главы Администрации Рязанской области от 03.03.1994 № 128 д. Божатково вошла в административные границы г. Рязани.

## Инфраструктура
Посёлок представляет собой частный сектор из порядка 200 жилых домов в основном одноэтажных на одну-две семьи с приусадебными участками. Население — около 1000 чел.
С момента включения территории Божатково в административные границы г. Рязани началось планомерное благоустройство посёлка, в частности его газификация и централизованное водоснабжение, прокладка асфальтированной дороги. С января 2004 года организовано сообщение с посёлком городским общественным транспортом. В 2007 году в Божатково была запущена проводная телефонная связь (последние несколько лет не функционирует). В январе-марте 2016 года властями города приняты решения о переводе неселибельных территорий посёлка Божатково в зону индивидуального жилищного строительства с целью выделения земли многодетным семьям, последующего развития социальной и инженерной инфраструктуры. На территории посёлка работают несколько продовольственных магазинов.